# Багатошарове поселення с. Полонка
Багатошарове поселення с. Полонка  — пам'ятка археології, що знаходиться на південно-східній околиці с. Полонка Луцького району.

## Характеристика
Культури фінального палеоліту, епохи бронзи, раннього заліза, римського часу, давньоруського періоду та середньовіччя.

Господарська яма тшинецько-комарівської культури на багатошаровому поселенні у с. Полонка. Дослідження 2008 року